# Richard France
Richard France (* 5. Mai 1938 in Boston, Massachusetts) ist ein US-amerikanischer Schauspieler.
Frances erste Rolle übernahm er in George A. Romeros Film There’s Always Vanilla 1971. Erste bekannte Rollen hatte er 1973 in Crazies. 1978 arbeitete er in dem Horror-Klassiker Zombie von 1978 erneut mit dem Regisseur George A. Romero zusammen.
Weitere Filme von Richard France waren Vortex und Dreams Come True. Seine letzte Rolle hatte er im Film Nachtschicht von Regisseur Ralph S. Singleton im Jahre 1990.
France war außerdem der Stipendiat von Orson Welles.

## Filmografie (Auswahl)
- 1971: There’s Always Vanilla
- 1973: Crazies (The Crazies)
- 1978: Zombie (Dawn of the Dead)
- 1982: Vortex
- 1984: Dreams Come True
- 1986: The Sorrows of Dolores
- 1990: Nachtschicht (Graveyard Shift)